# پل آهنی راه‌آهن آذربایجان
پل آهنی (به ترکی آذربایجانی: جلفا پلو)، پلی در شهر مرزی جلفا بر روی رودخانه ارس می‌باشد که مرز ارتباطی ریلی ایران و جمهوری آذربایجان (جمهوری خودمختار نخجوان) را فراهم می‌سازد.

## مشخصات
این پل در مشرق شهر جلفا واقع است، پلی که راه آهن از روی آن عبور می‌کند به سال ۱۹۱۳ میلادی به وسیله شرکت راه آهن تبریز، جلفا به سر مهندسی ترسکینسکی Treskiniski ساخته شده‌است و در سال ۱۹۱۴ میلادی به پایان رسیده‌است طول آن در حدود ۱۱۰ متر و عرض آن در حدود ۵٫۵ متر است از خصوصیات بارز این پل می‌توان به آویزان بودن(معلق)، داشتن خاصیت انقباض و انبساط در فصول سرد و گرم سال را نام برد. این پل به شکلی طراحی و ساخته شده‌است که سطح آب رودخانه ارس به هر مقدار که بالا بیاید باز هم ۲٫۵ متر با سطح آب فاصله خواهد داشت .

## ماجرای سه مرزبان ایرانی
در زمان جنگ جهانی دوم و در حین هجومِ نیروهای روس به مرزهای ایران سه تن از مرزبانان ایرانی (سید محمد راثی هاشمی، عبدالله شهریاری و ملک محمدی) مقابل نیروهای مهاجم بر روی این پل مقاومت نموده و از خاک میهنشان دفاع کردند.
شهریور ۱۳۲۰، هنگامی که متفقین تصمیم به اشغال ایران را داشتند، این سه مرزبان وظیفه پاسداری از مرزهای شمالی ایران را در پل فلزی جلفا-نخجوان بر عهده داشته اند. پس از آن که ارتش روس برای ورود به خاک ایران به این پل که عملاً تنها و بهترین محل عبور از رود پرخروش ارس در این ناحیه است، نزدیک می شوند مقاومت دو روزه این سه دلاور آذری آغاز می گردد. این مرزبانان آذربایجانی با اشراف به پل، دو روز لشکر روس را زمینگیر می کنند. روس ها نیز که چاره ای جز گذر از همین پل نداشته اند، نمی توانستند با وجود توپخانه سنگین شان به حمله بپردازند و در نهایت نیز با شهادت ژاندارم سرجوخه ملک محمدی،سید محمد راثی هاشمی و عبدالله شهریاری است که توانستند وارد خاک ایران شوند. مقاومت شجاعانه این سه سرباز تحسین نیروهای مهاجم را برمی انگیزد. به طوری که جهت ارج نهادن به این مقاومت‌ها، پیکر این سه مدافع را در محل شهادتشان در کنار خط آهن این پل به خاک سپردند. بر روی سنگ آرامگاه هر سه نوشته شده است ”آرامگاه ژاندارم شهید [...] که در شهریور ماه ۱۳۲۰ در راه انجام وظیفه در مقابل مهاجمین ایستادگی و به شهادت رسیده است.“ بر بالای آرامگاه آنان این بیت شعر نقش بسته است:
هرچند آغشته شد به خون پیرهن ما / شد جامه سربازی ما هم کفن ما / شادیم ز جانبازی خود در شکم خاک / پاینده و جاوید بماند وطن ما

## نقل قول‌ها
دکتر محمد جواد مشکور، پل فلزی جلفا را به شرح زیر معرفی می‌کند:
پل فلزی رودخانه ارس در مرز ایران دارای یک دهانه به طول ۱۰۶٫۶۷ متر است که فاصله میان دو پایه آن به طول ۱۰۹٫۲۰ متر می‌باشد، عرض پل ۶ متر است، خیز طاق پل به بلندی ۱۶٫۲۰ متر، و وزن آن ۵۹۱٫۸۵۰ تن می‌باشد.
ابوالحسن احتشامی در خاطرات خود پل‌های جلفا را به قرار زیر نوشته‌است:
یکی از دو پل جلفا آهنی است و خط آهنی از روی آن می‌گذرد که تبریز و جلفای ایران را به جلفای روسیه و بادکوبه مربوط می‌سازد. این پل که در حدود پانصد و نود و یک تن و هشتصدو یک کیلو وزن دارد طول آن از یکصد و نه متر تجاوز نمی‌کند.